# Війна Аполлонії з Месембрією
Війна Аполлонії з Месембрією — один з численних малих конфліктів, котрі відбувались протягом елліністичного періоду між окремими полісами.

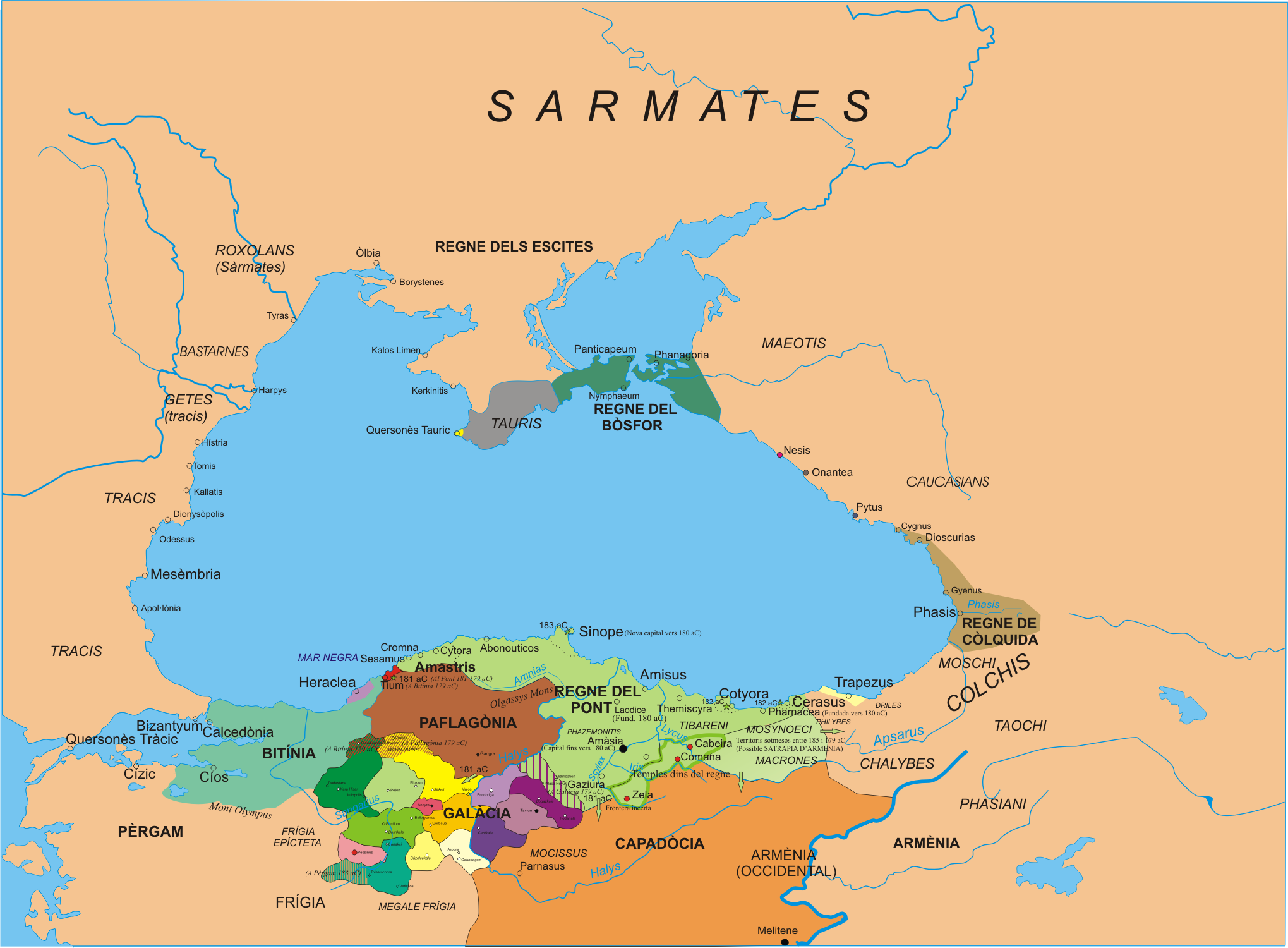
Карта Чорного моря. На західному узбережжі позначено згадані у статті Істрія, Месембрія та Аполлонія

Відомості про конфлікт ряду міст західного Причорномор'я походять виключно з декрету міста Аполлонія (наразі болгарський Созополь), виданому на честь союзної їм Істрії (в Румунії дещо південніше від устя Дунаю). Оскільки він не містить певних хронологічних вказівок, війну можливо датувати лише приблизно, як таку, котра відбулась десь у першій половині 2 століття до н. е.
Суперником Аполлонія виступило місто Месембрія (наразі Несебир), котре знаходилось на протилежному, північному, березі Бургаської затоки. Аполлонійці звинувачували у виникненні конфлікту месембрійців, котрі начебто почали повели проти них неоголошену війну та захопили Анхіал (Поморіє на північному узбережжі тієї ж затоки, менш ніж за півтора десятки кілометрів від Месембрії). Далі нападники підійшли до самої Аполлонії та вчинили святотатні вчинки по відношенню до святилища Аполлона.
Не маючи сил самостійно дати відсіч ворогу, аполлонійці звернулись до мешканців Істрії, котра, як і їхнє місто, була колись заснована вихідцями з іонійського Мілету (фундаторами Месембрії виступали дорійці з Мегар). Істрійці прислали на допомогу воїнів та кораблі під начальством наварха Гексагора. Це дозволило завдати поразки нападникам та не лише відігнати їх від міста, але й узяти після облоги Анхіал.